# العلاقات الفلبينية الكورية الجنوبية
العلاقات الفلبينية الكورية الجنوبية هي العلاقات الثنائية التي تجمع بين الفلبين وكوريا الجنوبية.

## مقارنة بين البلدين
هذه مقارنة عامة ومرجعية للدولتين:
| وجه المقارنة                                              | الفلبين                       | كوريا الجنوبية                                                          |
| --------------------------------------------------------- | ----------------------------- | ----------------------------------------------------------------------- |
| المساحة (كم2)                                             | 343.45 ألف                    | 100.30 ألف                                                              |
| عدد السكان (نسمة)                                         | 104.92 مليون                  | 51.47 مليون                                                             |
| الكثافة السكانية (ن./كم²)                                 | 305.49                        | 513.16                                                                  |
| العاصمة                                                   | مانيلا                        | سول                                                                     |
| اللغة الرسمية                                             | اللغة الفلبينية، لغة إنجليزية | اللغة الكورية                                                           |
| العملة                                                    | بيسو فلبيني                   | وون كوري جنوبي                                                          |
| الناتج المحلي الإجمالي (بليون دولار)                      | 313.60 مليار                  | 1.53 تريليون                                                            |
| الناتج المحلي الإجمالي (تعادل القوة الشرائية) بليون دولار | 743.90 مليار                  | 1.75 تريليون                                                            |
| الناتج المحلي الإجمالي الاسمي للفرد دولار أمريكي          | 2.90 ألف                      | 27.22 ألف                                                               |
| الناتج المحلي الإجمالي للفرد دولار أمريكي                 | 7.39 ألف                      |                                                                         |
| مؤشر التنمية البشرية                                      | 0.668                         | 0.901                                                                   |
| رمز المكالمات الدولي                                      | +63                           | +82                                                                     |
| رمز الإنترنت                                              | .ph                           | .kr                                                                     |
| المنطقة الزمنية                                           | توقيت الفلبين                 | توقيت كوريا الجنوبية، ت ع م+09:00، آسيا/سيول ‏، ت ع م+08:00، ت ع م+08:30 |

## مدن متوأمة
في ما يلي قائمة باتفاقيات التوأمة بين مدن فلبينية وكورية جنوبية:
- ترتبط فالنزويلا مع بتشون باتفاقية توأمة.
- ترتبط باغويو مع تيبيك باتفاقية توأمة منذ 23 أغسطس 1984.
- ترتبط سان بابلو مع هانام باتفاقية توأمة.
- ترتبط مانيلا مع إنتشون باتفاقية توأمة منذ 1966.[16][16][16][16]

## منظمات دولية مشتركة
يشترك البلدان في عضوية مجموعة من المنظمات الدولية، منها:
| علم المنظمة | اسم المنظمة                                      | تاريخ انضمام الفلبين | تاريخ انضمام كوريا الجنوبية |
| ----------- | ------------------------------------------------ | -------------------- | --------------------------- |
|             | مؤسسة التمويل الدولية                            | 12 أغسطس 1957        | 16 مارس 1964                |
|             | يونسكو                                           | 21 نوفمبر 1946       | 14 يونيو 1950               |
|             | مؤسسة التنمية الدولية                            | 28 أكتوبر 1960       | 18 مايو 1961                |
|             | المركز الدولي لتسوية المنازعات الاستشارية        | 17 ديسمبر 1978       | 23 مارس 1967                |
|             | وكالة ضمان الاستثمار متعدد الأطراف               | 8 فبراير 1994        | 12 أبريل 1988               |
|             | منتدى التعاون الاقتصادي لدول آسيا والمحيط الهادئ | 6 نوفمبر 1989        | 6 نوفمبر 1989               |
|             | منظمة حظر الأسلحة الكيميائية                     | ?                    | ?                           |
|             | الأمم المتحدة                                    | 24 أكتوبر 1945       | 17 سبتمبر 1991              |
|             | منظمة الشرطة الجنائية الدولية                    | ?                    | ?                           |
|             | منتدى آسيان الإقليمي ‏                            | ?                    | ?                           |
|             | البنك الدولي للإنشاء والتعمير                    | 27 ديسمبر 1945       | 26 أغسطس 1955               |
|             | الفريق المعني برصد الأرض                         | ?                    | ?                           |
|             | الاتحاد البريدي العالمي                          | ?                    | ?                           |
|             | منظمة التجارة العالمية                           | 1995                 | ?                           |
|             | المنظمة الهيدروغرافية الدولية                    | ?                    | ?                           |
|             | بنك التنمية الآسيوي                              | 1966                 | 1966                        |

## وصلات خارجية
- موقع وزارة الخارجية الفلبينية
- موقع وزارة الخارجية الكورية الجنوبية